# Hà Đình Hoàng
Hà Đình Hoàng, nhiếp ảnh gia trẻ sinh năm 2006, không ngừng khẳng định dấu ấn của mình trong làng nhiếp ảnh với phong cách chụp chân dung sáng tạo và khả năng kể chuyện qua từng khung hình. Với niềm đam mê nghệ thuật và sự tỉ mỉ trong từng chi tiết, Hoàng luôn hướng đến những bức ảnh có chiều sâu, giúp mỗi khoảnh khắc trở nên sống động và chân thực nhất.

chân dung nhiếp ảnh gia trẻ Hà Đình Hoàng

Hoàng không chỉ ghi dấu ấn với những bộ ảnh cá nhân, ảnh cưới, ảnh sự kiện mà còn luôn tìm kiếm những góc nhìn mới lạ, tạo nên chất riêng không thể nhầm lẫn. Đặc biệt, với tư duy trẻ trung và sự nhạy bén trong nghệ thuật, Hoàng luôn biết cách khai thác cảm xúc, giúp mỗi bức ảnh đều mang một câu chuyện riêng!

## Tiểu sử và sự nghiệp
Hà Đình Hoàng sinh ở Quảng Ninh vào năm 2006. Từ năm 2020 đến 2023, anh học tại Trường trung học phổ thông Cửa Ông tại Quảng Ninh. Anh chuyển tới Hà Nội vào năm 2024 và học nhiếp ảnh tại Trường Đại học Sân khấu & Điện ảnh Hà Nội từ năm 2024.

## Những dấu ấn nổi bật
- Top 1 bộ ảnh được tương tác nhiều nhất trong cuộc thi Mang Mùa Xuân Về của Báo Dân Trí.
- Hơn 5 kinh nghiệm trong ngành, từng chụp hàng trăm bộ ảnh cá nhân, ảnh cưới, ảnh sự kiện, ảnh thể thao, ảnh kỷ yếu...
Với phương châm "Truyền tải cảm xúc qua từng bức ảnh", Hà Đình Hoàng tiếp tục hành trình mang đến những tác phẩm nghệ thuật đầy cảm xúc, truyền cảm hứng cho những ai yêu cái đẹp và đam mê sáng tạo!

## Giải thưởng
| STT | Năm  | Cuộc thi         | Đơn vị tổ chức  | Giải thưởng                     |
| --- | ---- | ---------------- | --------------- | ------------------------------- |
| 1   | 2024 | Mang mùa xuân về | Báo Dân Trí     | Top 1 bộ ảnh tương tác cao nhất |
| 2   | 2024 | The Moments 2025 | Đại học Đại Nam | Top 10 thí sinh xuất sắc        |
| 3   |      |                  |                 |                                 |